# ジョン・マコーネル (平和運動家)

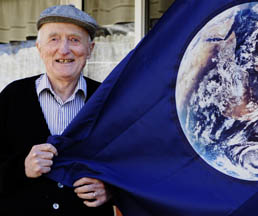
自らデザインしたアースデーの旗とともに、コロラド州デンバーの自宅前で写真に収まるジョン・マコーネル。

ジョン・マコーネル（John McConnell、1915年3月22日 - 2012年10月20日）は、アースデーを生み出した創始者であり、生涯を通し大いなる情熱をもって平和、宗教、科学を追究した著名人であった。マコーネルは、人間の苦難を和らげる重要な理念を生み出して普及を図り、共通善の推進に取り組んだ。マコーネルの関心は、人類が今日直面する重大問題の多くに解決策をもたらすことにも向けられていた。

## 生い立ち
ジョン・マコーネルは、1915年3月22日にアイオワ州デイビス・シティに生まれた。父は、各地を移動するペンテコステ派の伝道者であった。 マコーネルの地球に対する関心は、1939年に、合成樹脂の製造工場を建設していたロサンゼルスのノーベル研究所で、アルバート・ノーベル (Albert Nobell) という化学者と組んでいたときから始まった。合成樹脂の製造が、大地/地球をどれほど汚染するかを理解したマコーネルは、生態系への危惧を深めていったが、当時はまだ環境への関心がほとんど顧みられていなかったことを踏まえれば、特筆すべきことであった。後にマコーネルは、キリスト教的な平和と愛への情熱に基づいて、生涯を通して環境保全の重要性を信念とするようになった。第二次世界大戦へと向かう時代の中で、マコーネルは、爆弾よりも、愛と祈りの方が強いはずだと信じていた。「1957年10月31日、スプートニク1号の打ち上げ後、ほどなくして、ジョン・マコーネルは『私たちの衛星を希望の象徴としよう (Make Our Satellite A Symbol Of Hope)』と題した論説を書き、この目に見える「希望の星 (Star of Hope)」衛星による宇宙開発を、平和的な協力関係の中で進めることを訴えた。」この出来事によって、彼は合衆国全土に知られた存在となった。その後、彼は、宇宙における国際協力の推進を目指す「希望の星」と名付けた組織を創設した。

## おもな取り組み

### 平和運動
1959年、平和の夢を追求するため、ジョン・マコーネルはカリフォルニア州へ移り住み、共同出版者であったアーリング・トーネス (Erling Toness) とともに、週刊新聞『Mountain View』を創刊した。『Mountain View』の運営と並行して、マコーネルはサンフランシスコで、「百万人に食事を (Meals for Millions)」という、大変成功した運動を組織した。この運動は、1962年には何千人もの香港からの難民に給食を提供した。「百万人に食事を」の後、1963年には、マコーネルは「平和のためのひととき (Minute for Peace)」という運動に取り組んだ。この運動は、「百万人に食事を」の後、7年間続けられた。マコーネルは、1963年12月22日の放送で「平和のための1分」の運動を提起し、ジョン・F・ケネディ死後の服喪の時期を終わらせた。1965年6月26日、マコーネルはマディソン・スクエア・ガーデンで開催された全米教育協会の大会で講演し、多くの人びとが「平和のための1分」に参加するために集まった。

### アースデー
ジョン・マコーネルの環境への関心は、1950年代から1970年代はじめにかけて大きくなっていった。キリスト教徒であるマコーネルは、人類には地球に手をかけ、その資源を平等に分かち合う責務があると信じていたが、それは詩篇 115:16にある「天は主の天である。しかし地は人の子らに与えられた。」などの記述を踏まえてのことであった。マコーネルは（宇宙から撮影された）最初の地球の画像を『ライフ』誌で見て感動した。後に、この画像は、マコーネルがデザインして創り出したアースデーの旗（地球の旗）に、シンボルとして描き込まれた。 このアースデーの旗は、『全地球カタログ』で大きく取り上げられ、以降、世界中で、人びとやこの惑星を助けようとする営みへの支援を表すものとして使用されるようになっている。アースデーの旗は、アースデーの象徴であり、国際連合において毎年春分に行なわれるアースデーの式典の一部として用いられ続けている。春分におけるアースデーの始まりについては、「アースデイ#国際連合のアースデイ」を参照。
1969年10月、サンフランシスコで開催された、国際連合教育科学文化機関 (UNESCO) の大会で、ジョン・マコーネルは、地球の生命と美を祝い、平和を前進させるために、全地球規模での祝日を設けることを提案した。地球上の生命を祝うこととともに、マコーネルは、アースデーを通して、地球上のすべての生命が依存している生態系のバランスが危機に瀕しており、それを保全し、更新することが必要なのだと、地球人たちに警鐘を鳴らすことを意図していた。この提案は強い支持を得て、サンフランシスコ市はアースデー宣言 (The Earth Day Proclamation) を出し、1970年3月21日に最初のアースデーを祝った。1970年6月、マコーネルは世界中で用い、意識を高めるためのアースデー宣言を創り出した。この宣言では、署名者が地球に手をかけるべく実践する原理と責任が述べられている。この宣言には、国際連合事務総長ウ・タント、マーガレット・ミード、ジョン・ガードナーをはじめ、36人の世界的指導者たちが署名した。この宣言に最後に署名したのは、2000年に署名が追加されたミハイル・ゴルバチョフである。
春分のアースデーは、世界各地の数多くの都市で、平和の鐘を鳴らして祝われている。国際連合では平和の鐘を鳴らすことでアースデーが毎年春分に祝われている。この行事が始まったのは、当時事務総長だったウ・タントが平和の鐘を鳴らし、春分にアースデーを宣言した1971年であった。平和の鐘を鳴らす行事は、ウィーンや、ベルリン、その他各地で行なわれている。2011年には、ジュネーブの国際連合機関において記念式典が挙行され、「平和のための1分」を祝い、ジュネーブ友好協会 (Geneva Friendship Association) とグローバル・ユース財団 (Global Youth Foundation) の支援により、日本の品川寺から贈られた梵鐘が「平和の鐘」として鳴らされたが、これは、その10日前に起こった福島第一原子力発電所の大惨事の深い悲しみのすぐ後のことであった。
北半球における春分とは別に、南半球においても春分がある。南半球の春分は、平和を求める「新たな希望のしるし (new sign of hope)」として、国際平和の日 (the International Day of Peace) とされており、ジョン・マコーネルや、ウ・タント、ロバート・ミュラー、マーガレット・ミードら、世界平和を推進した人びとの当初の意図と沿ったものになっている。

## その他の人物
アイラ・アインホーンや、上院議員だったゲイロード・ネルソンは、アースデーの共同創設者であると自称していたが、いずれもジョン・マコーネルとは関係がない。